# Цецилия Метела (съпруга на Сципион Назика)
Вижте пояснителната страница за други личности с името Цецилия Метела.
Цецилия Метела (на латински: Caecilia Metella) е римска аристократка.

## Биография
Произлиза от плебейския род Цецилии, клон Цецилии Метели. Дъщеря е на Квинт Цецилий Метел Македоник (консул 143 пр.н.е.). Четиримата ѝ братя стават също консули: Квинт Цецилий Метел Балеарик (консул 123 пр.н.е.), Луций Цецилий Метел Диадемат (консул 117 пр.н.е.), Марк Цецилий Метел (консул 115 пр.н.е.) и Гай Цецилий Метел Капрарий (консул 113 пр.н.е.) Освен това тя има сестра със същото име, която е омъжена с Гай Сервилий Вация (претор 114 пр.н.е.).
Цецилия Метела се омъжва за Публий Корнелий Сципион Назика Серапион (консул 111 пр.н.е.). Тя му ражда един син Публий Корнелий Сципион Назика (претор 93 пр.н.е.), който става баща на Квинт Цецилий Метел Пий Сципион (консул 52 пр.н.е.). Съпругът ѝ умира по време на консулата си. Цицерон го описва като много приятен човек.